# Distrikt Pión
Der Distrikt Pión liegt in der Provinz Chota in der Region Cajamarca in Nordwest-Peru. Der Distrikt wurde am 2. Januar 1857 gegründet. Er besitzt eine Fläche von 141 km². Beim Zensus 2017 wurden 1281 Einwohner gezählt. Im Jahr 1993 lag die Einwohnerzahl bei 1839, im Jahr 2007 bei 1625. Sitz der Distriktverwaltung ist die 1826 m hoch gelegene Ortschaft Pión mit 349 Einwohnern (Stand 2017). Pión befindet sich 48 km nordnordöstlich der Provinzhauptstadt Chota.

## Geographische Lage
Der Distrikt Pión liegt an der Ostflanke der peruanischen Westkordillere im äußersten Nordosten der Provinz Chota. Er liegt zwischen den Flussläufen von Río Silaco im Westen und Río Marañón im Osten und Nordosten.
Der Distrikt Pión grenzt im Westen an die Distrikte San Luis de Lucma, La Ramada und Cujillo, im Nordosten und Osten an die Distrikte Lonya Grande (Provinz Utcubamba) und Camporredondo (Provinz Luya) sowie im Süden an den Distrikt Chimban.